# Tawangrejo (Winong)
Tawangrejo is een bestuurslaag in het regentschap Pati van de provincie Midden-Java, Indonesië. Tawangrejo telt 2571 inwoners (volkstelling 2010).